# Theodor Gabriel
Theodor Gabriel (* 27. April 1875 in Ennetbürgen; † 22. Juni 1951 in Stans; katholisch; heimatberechtigt in Ennetbürgen) war ein Schweizer Politiker (Katholisch-Konservative).

## Leben
Theodor Gabriel wurde am 27. April 1875 in Ennetbürgen als Sohn des Landwirts Heinrich Gabriel geboren. Nach dem Besuch des Gymnasiums in Engelberg nahm er ein Studium der Rechte in Freiburg auf, das er mit dem Erwerb des akademischen Grades eines Dr. iur. abschloss. In der Folge war Theodor Gabriel als Rechtsanwalt in Stans tätig.
Er war verheiratet mit Alwina, der Tochter des Johann Jakob Lüssy. Theodor Gabriel verstarb am 22. Juni 1951 zwei Monate nach Vollendung seines 76. Lebensjahres in Stans.

## Politische Laufbahn
Der konservative Politiker Theodor Gabriel amtierte zunächst von 1903 bis 1911 als Stanser Gemeinderat, davon ab 1907 als Gemeindepräsident. Daneben war er zwischen 1910 und 1911 im Nidwaldner Landrat vertreten. Im Anschluss gehörte Gabriel in den Jahren 1911 bis 1949 als Polizeidirektor sowie 1934 als Landammann dem Regierungsrat an. Darüber hinaus nahm er von 1932 bis 1935 Einsitz in den Nationalrat. Ferner fungierte Gabriel zwischen 1932 und 1951 als Mitglied des kantonalen Erziehungsrats sowie als Präsident der Maturitätskommission.
Gabriels besonderes Engagement galt der Jugendbildung. Er konnte sich trotz seiner Gegnerschaft zum Bau eines kantonalen Elektrizitätswerkes auf der Bannalp 1934 in der Regierung behaupten, verlor dafür aber 1935 sein Nationalratsmandat.